# Fischerbogen

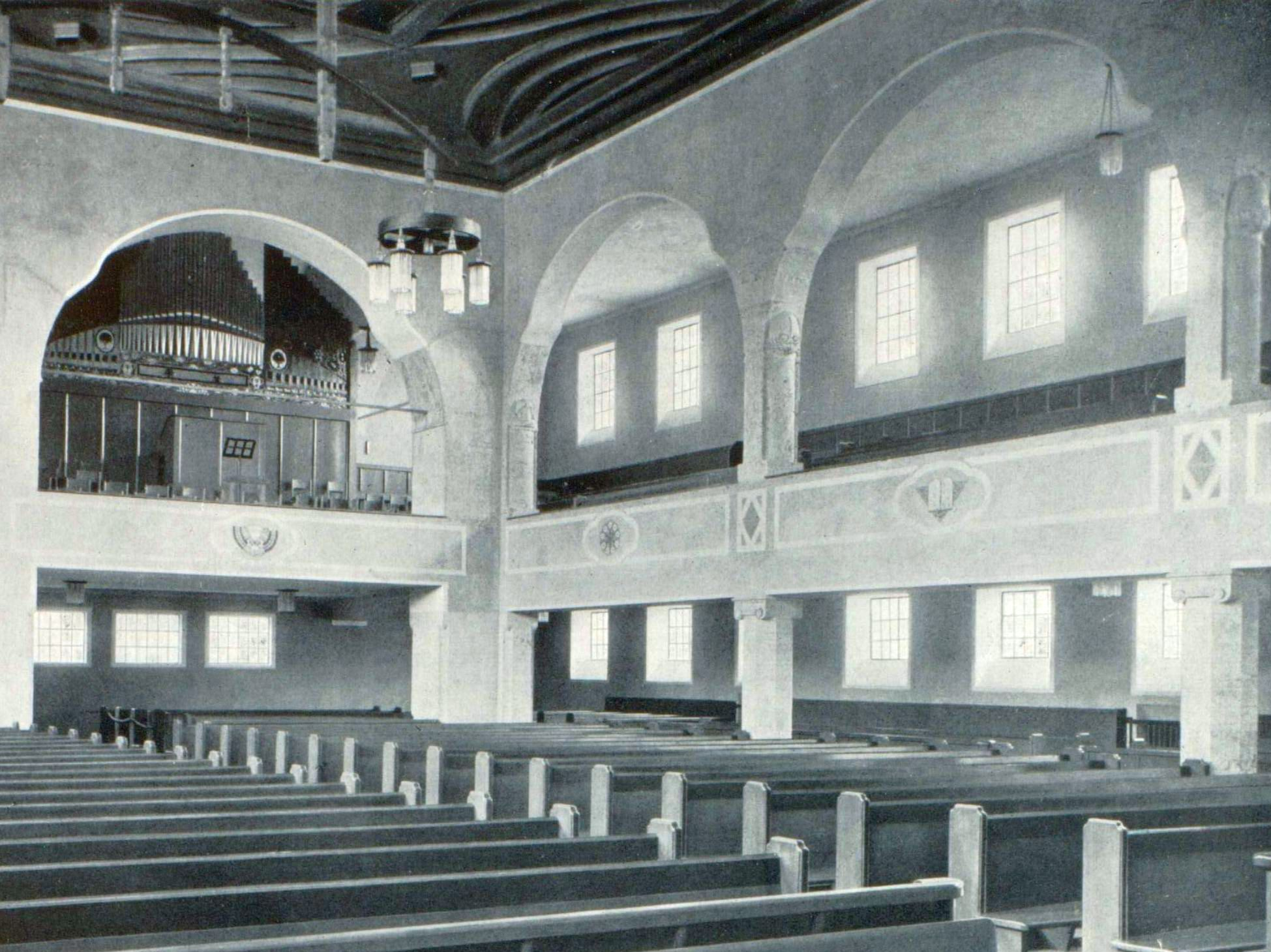
Orgel- und Seitenempore der Erlöserkirche Stuttgart mit Fischerbögen

Der Fischerbogen, auch Theodor-Fischer-Bogen, ist im Bauwesen ein geschweifter, an den Seiten abgeknickter Bogen und geht als spezielle Form der Bogengestaltung auf den deutschen Architekten Theodor Fischer (1862–1938) zurück.

## Beschreibung
In Fischers Werken zeigt sich zwar oft seine Vorliebe für traditionell einfache Formen, er erfand jedoch selbst auch unkonventionelle und subtile neue Bauformen. Zu seinen Forminnovationen gehört auch der nach ihm benannte Fischerbogen.
Die geometrische Form des Fischerbogens ist als „gedrückter, leicht abgeflachter Kleeblattbogen als Betonbinder oder auch an Türen, Fenstern und Toren“ beschrieben worden. Der Kunsthistoriker Marc Hirschfell beschreibt den Fischerbogen in seiner Rezension des 2018 erschienenen Fotobands Theodor Fischer. Architektur der Stuttgarter Jahre wie folgt:

„Es ist eine kaum mit Worten beschreibbare steigende und wieder abfallende Wellenform: Ein konvexer Viertelbogen, gefolgt vom aufschwingenden konkaven Bogen, findet in einem konvexen Halbkreis oder eher abgeflachtem Bogensegment seinen Höhepunkt, um dann wieder in umgekehrter Reihenfolge hinabzuführen.“

In den nach Fischers Plänen zwischen 1906 und 1910 neu erbauten Sakralbauten, der Pauluskirche in Ulm und der Erlöserkirche in Stuttgart-Nord, sind zahlreiche Fischerbögen unterschiedlicher Größen und Ausführungen zu finden. Er setzte sie als untere Umrissform für Dach-Binder aus Eisenbeton oder als oberer Abschluss von Erkern, Türen und Fenstern ein. Auch die Fenster im zweiten Obergeschoss der Heusteigschule in Stuttgart-Süd schloss er mit Fischerbögen ab.

Bildergalerie
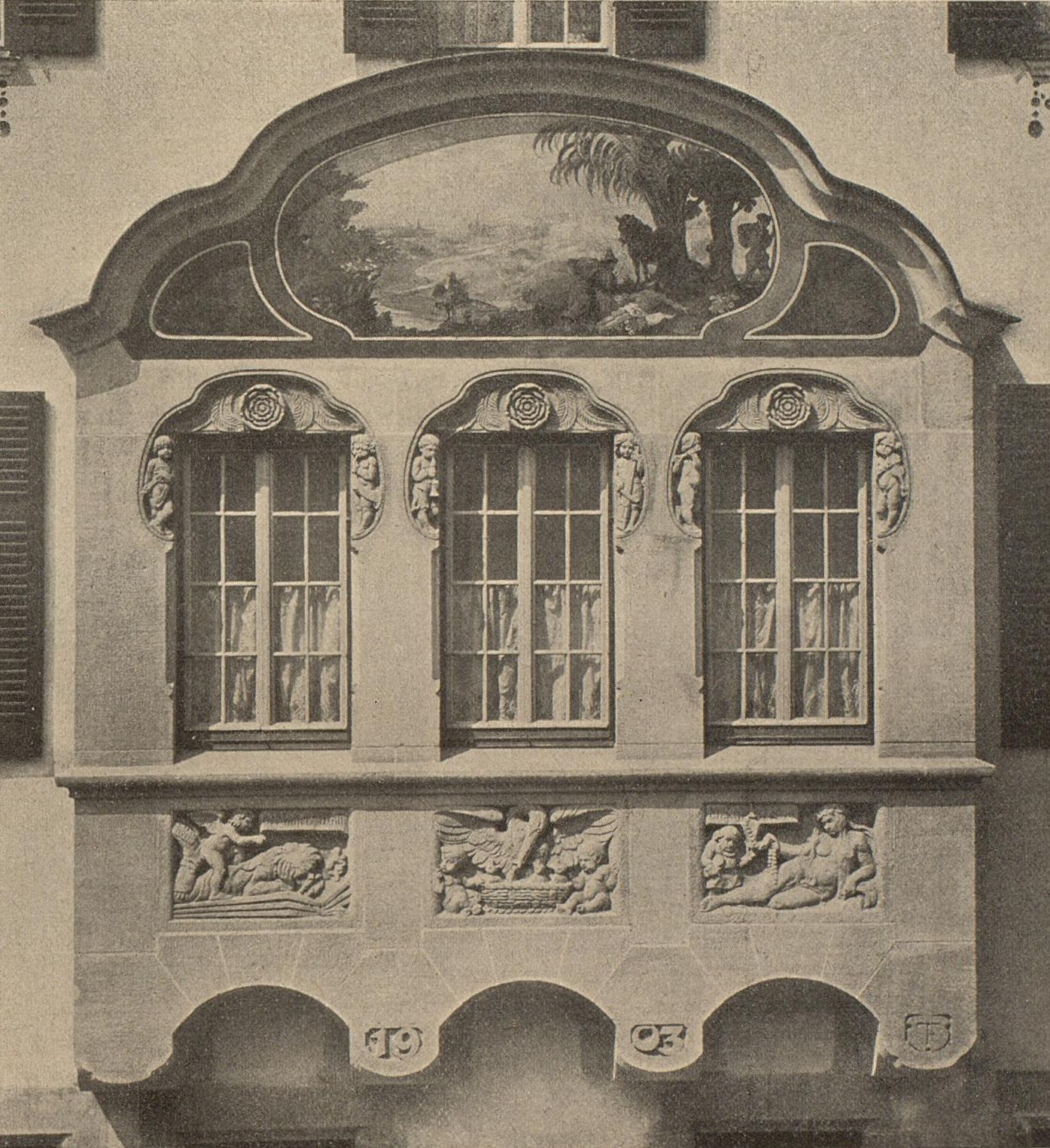
Fischerbogen als Dachumriss des Fassadenerker am Haus Zeller, Reinsburgstraße 20, Stuttgart
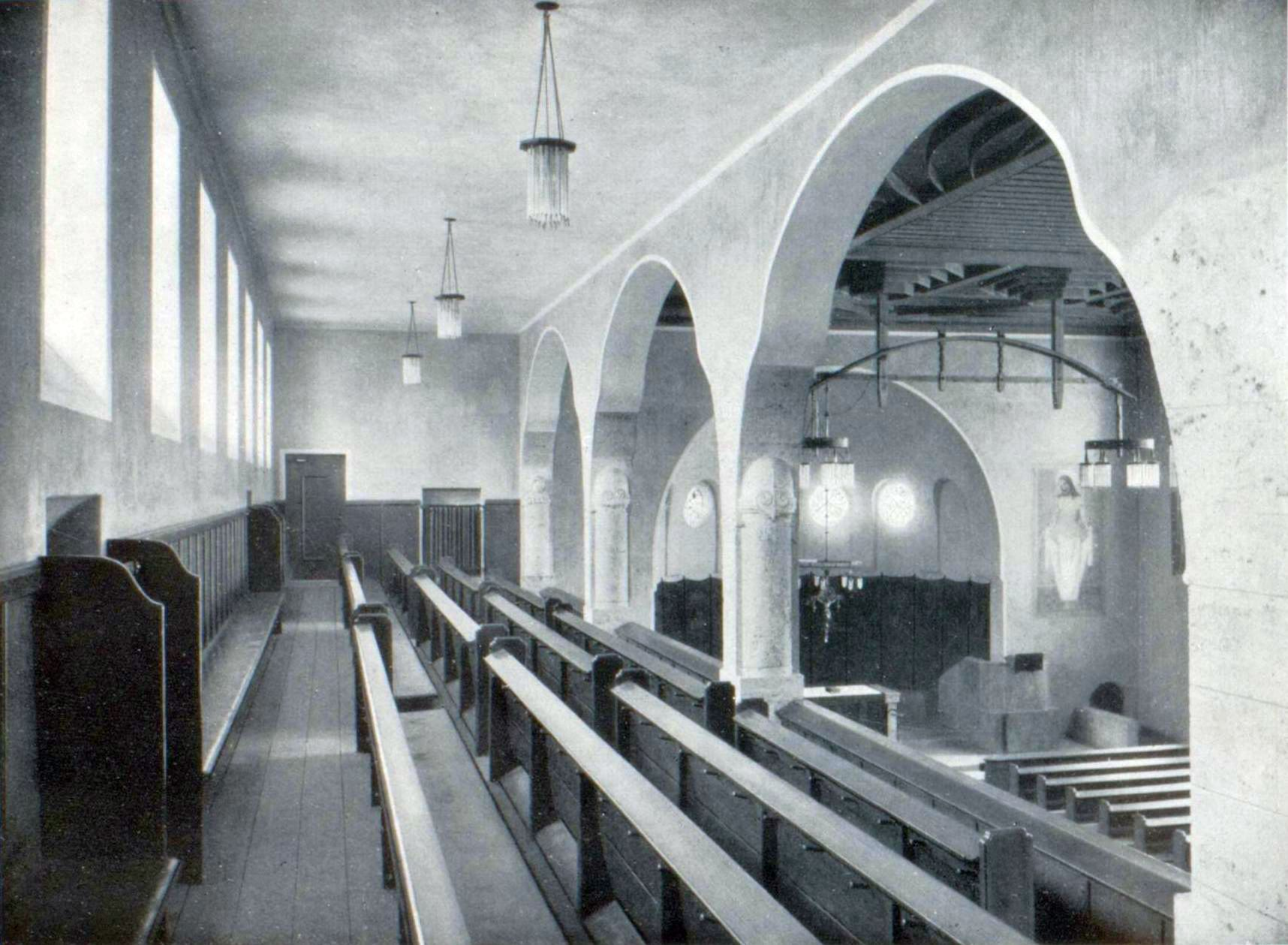
Fischerbögen als Emporen-Rahmung in der Erlöserkirche Stuttgart
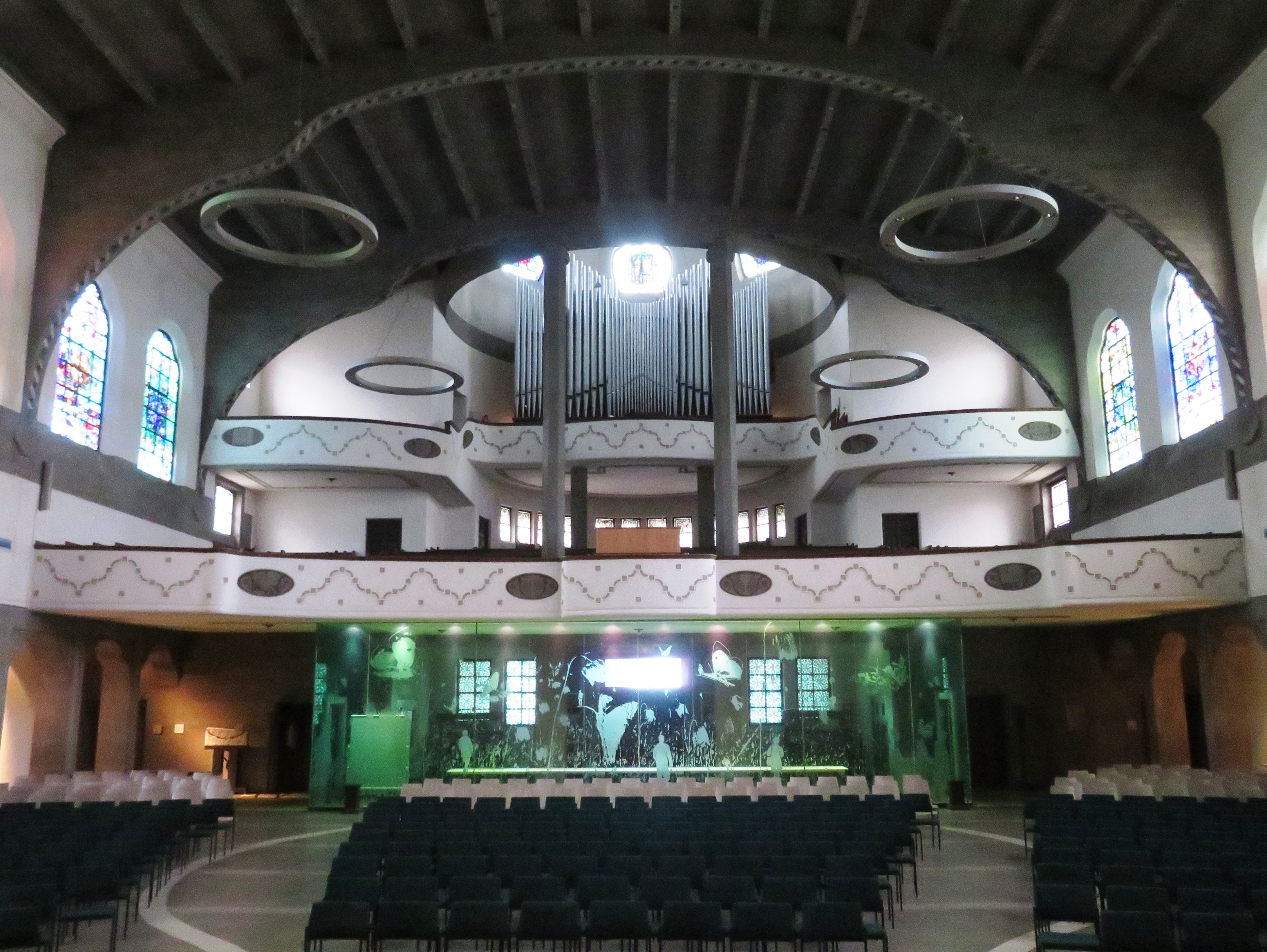
Fischerbögen als Eisenbeton-Dachbinder-in der Pauluskirche Ulm
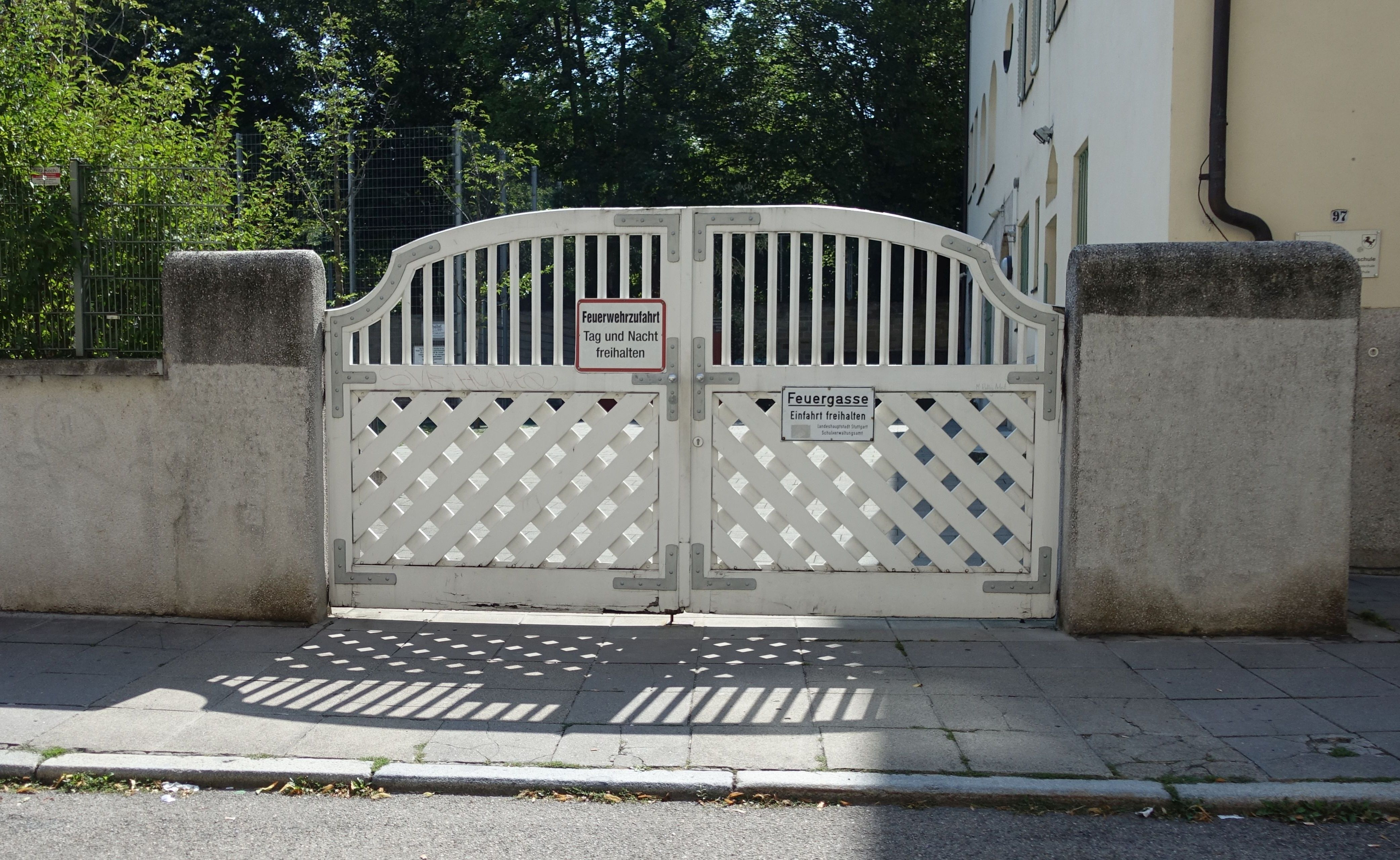
Fischerbogen als oberer Abschluss von Torflügeln an der Heusteigschule Stuttgart